# Two Gallants (álbum de Two Gallants)
Two Gallants es el tercer álbum de estudio del dúo de indie rock Two Gallants, lanzado el 25 de septiembre de 2007. Es la continuación de su EP, The Scenery of Farewell, que había sido lanzado un mes antes.

## Lista de canciones
1. "The Deader"
2. "Miss Meri"
3. "The Hand That Held Me Down"
4. "Trembling of the Rose"
5. "Reflections of the Marionette"
6. "Ribbons Round My Tongue"
7. "Despite What You've Been Told"
8. "Fly Low Carrion Crow"
9. "My Baby's Gone"

En algunos lanzamientos se incluye "Liza Jane" como bonus track.